# Erik Gustaf Lind
Erik Gustaf Lind, även Edward Lingrey, född 18 juni 1869 i Södermanland, Sverige, död 15 april 1912, var en svensk sjökapten, godsägare och affärsman, som omkom vid förlisningen av RMS Titanic.

## Uppväxt
Erik Gustaf Lind föddes på herrgården Jordanstorp i Gryts socken, Södermanland. Han var son till godsägaren Per Erik Lind (1832–1908) och Eva Johanna Bernhardina Tigerschiöld (1838–1921), dotter till Gustaf Bernhard Tigerschiöld och Eva Hytthon. Han hade flera bröder.

## Karriär
Lind förvärvade amerikanskt medborgarskap 1892, och var bosatt i Brooklyn. Under sin tid i USA blev han framgångsrik inom USA:s flotta, där han efter en tid blev utsedd till kommendörkapten. Han deltog i det spansk-amerikanska kriget år 1898.
Han kom tillbaka till Sverige en tid för att köpa tillbaka sitt familjegods Jordanstorp, men planerna föll inte väl ut. Lind bestämde sig för att åter resa till USA i hopp om att få ordning på ekonomin.

## RMSTitanic
Lind steg ombord på Titanic som förstaklasspassagerare i Southampton den 10 april 1912 under pseudonymen herr Lingrey. Han var väl medveten om att personerna i första klass drog till sig uppmärksamhet, och då han inte ville att hans före detta fru i USA skulle få reda på att han reste dit valde han att ta ett annat namn. Detta vållade sedermera problem då White Star Line vägrade gå med på att Lind varit ombord på Titanic överhuvudtaget. Först sedan Mauritz Håkan Björnström-Steffansson, en annan svensk förstaklasspassagerare som Lind stiftat bekantskap med under resan intygat att Lind varit med på resan togs han officiellt med bland de omkomna.

### Övriga källor
- Dokumentärfilmen Emigrantångaren Titanic, visad i Sveriges Television 5 januari 1994.